# Stand in the Schoolhouse Door
O Stand in the Schoolhouse Door (Fique na porta da escola) ocorreu no Foster Auditorium da Universidade do Alabama em 11 de junho de 1963. George Wallace, o governador do Alabama, em uma tentativa simbólica de manter sua promessa inaugural de "segregação agora, segregação amanhã, segregação para sempre", parou na porta do auditório como que para bloquear a entrada de dois Estudantes afro-americanos: Vivian Malone e James Hood.
Em resposta, o presidente John F. Kennedy emitiu a Ordem Executiva 11111, que federalizou a Guarda Nacional do Alabama, e o general da Guarda Henry V. Graham ordenou que Wallace se afastasse. Wallace falou mais, mas acabou se movendo, e Malone e Hood completaram seu registro. O incidente trouxe Wallace para os holofotes nacionais.

## Contexto
Em 17 de maio de 1954, a Suprema Corte dos Estados Unidos proferiu sua decisão sobre o caso Brown v. Board of Education de Topeka, Kansas, no qual os demandantes acusavam a inconstitucionalidade da educação de crianças negras em escolas públicas separadas de suas contrapartes brancas. Brown v. Board of Education significava que a Universidade do Alabama tinha que ser desagregada. Nos anos seguintes, centenas de afro-americanos solicitaram admissão, mas com uma breve exceção, todos foram negados. A Universidade trabalhou com a polícia para encontrar quaisquer qualidades desqualificantes ou, quando isso falhou, intimidou os candidatos. Mas em 1963, três afro-americanos — Vivian Malone Jones, Dave McGlathery e James Hood — se candidataram. No início de junho, o juiz  Seybourn H. Lynne ordenou que fossem admitidos, e proibiu o governador Wallace de interferir, mas não concedeu o pedido de que Wallace fosse impedido de entrar no campus.
Wallace sinalizou privadamente ao governo Kennedy sua intenção de evitar fomentar a violência, como ocorreu na Batalha de Oxford em setembro de 1962 com a dessegregação da Universidade do Mississippi. O chefe da polícia estadual do Alabama, Albert Lingo, que se reportava diretamente a Wallace, alertou os líderes da Ku Klux Klan que seus membros seriam presos se aparecessem em Tuscaloosa. Bull Connor, o chefe da polícia de Birmingham, também disse aos membros da Klan que espalhassem a notícia de que Wallace não queria que multidões se reunissem na cidade. Mas Wallace se recusou a falar diretamente com o procurador-geral Robert F. Kennedy quando ele ligou para saber dos planos de Wallace.

## Incidente

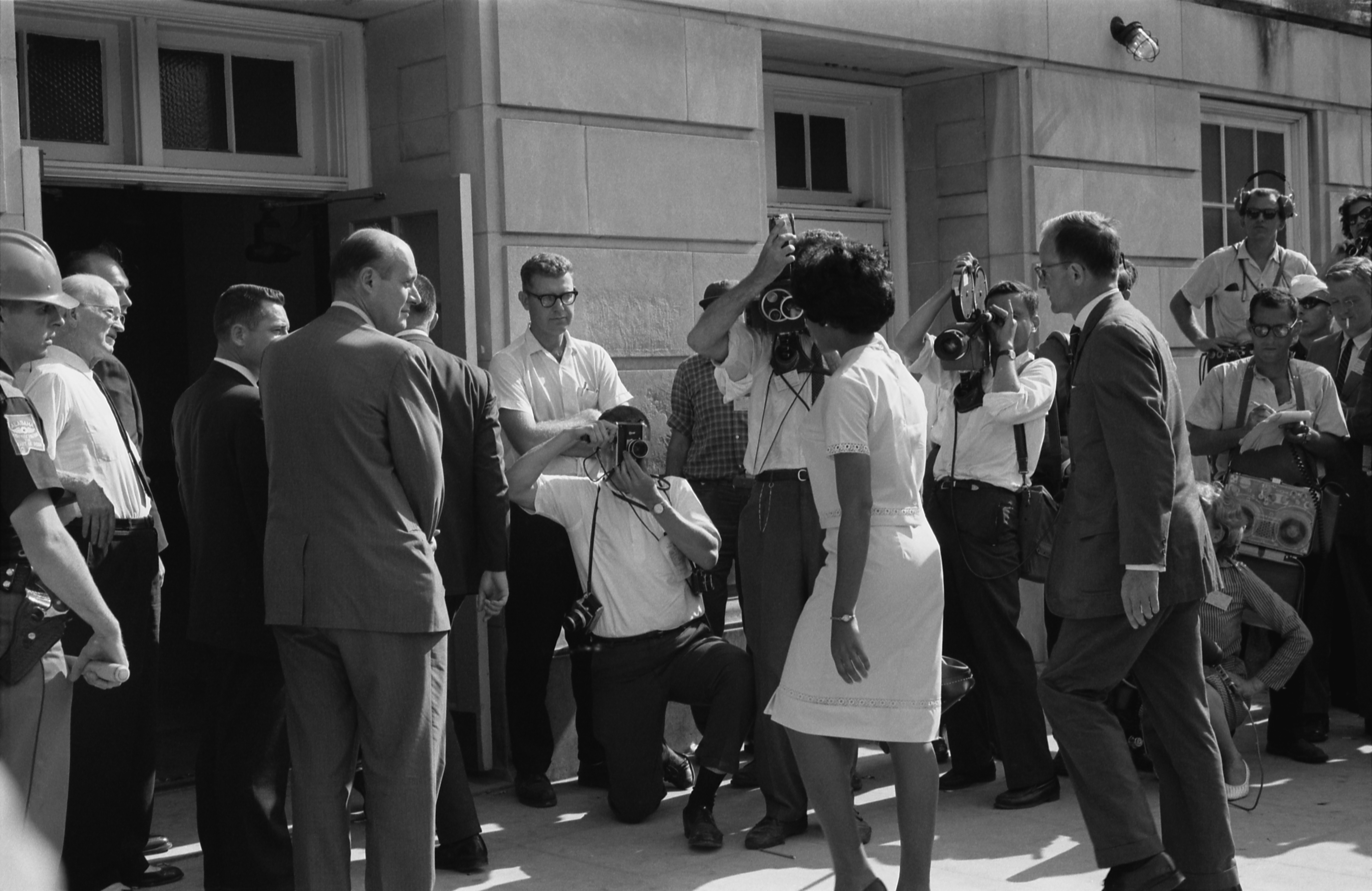
Vivian Malone Jones chega para se matricular nas aulas no Foster Auditorium da Universidade do Alabama.

Em 11 de junho, eles chegaram ao Auditório Foster para ter suas cargas de curso revisadas pelos orientadores e pagar suas taxas. Funcionários da administração Kennedy, lutando com uma situação potencialmente violenta, consideraram simplesmente ignorar o Foster Auditorium e ter Malone e Hood escoltados diretamente para seus dormitórios. Mas, dados os relatos de um Wallace agitado, Robert Kennedy disse ao vice-procurador-geral Nicholas Katzenbach: "É melhor você dar o show dele porque eu fico preocupado se ele não tiver .... que Deus sabe o que pode acontecer por meio da violência".
Funcionários do governo também concluíram que a melhor ótica seria apresentar o assunto como um conflito entre a autoridade estadual e federal, não um confronto racial entre o governador branco e os estudantes negros.  Assim foi que Malone e Hood permaneceram em seu veículo enquanto Wallace, tentando manter sua promessa, bem como para um show político, bloqueou a entrada do Auditório Foster com a mídia assistindo. Então, ladeado por delegados federais, Katzenbach disse a Wallace para se afastar. No entanto, Wallace interrompeu Katzenbach e fez um discurso sobre os direitos dos estados.
Katzenbach ligou para o Presidente John F. Kennedy, que já havia emitido uma proclamação presidencial exigindo que Wallace se afastasse, e contou a ele sobre as ações de Wallace ao ignorar a proclamação, pois não tinha força legal. Em resposta, Kennedy emitiu a Ordem Executiva 11111, que já havia sido preparada, autorizando a federalização da Guarda Nacional do Alabama sob a Lei da Insurreição de 1807. Quatro horas depois, o general da guarda Henry Graham ordenou a Wallace que se afastasse, dizendo: "Senhor, é meu triste dever pedir que você se afaste sob as ordens do presidente dos Estados Unidos". Wallace então falou mais, mas acabou se movendo, e Malone e Hood completaram seu registro.

## Consequências
Nos dias seguintes à promulgação, a Guarda Nacional foi orientada a permanecer no campus devido a um grande contingente da Ku Klux Klan na área circundante. Wallace e Kennedy trocaram telegramas voláteis sobre ele. Wallace se opôs a Kennedy ordenar que a Guarda permanecesse no campus e disse que Kennedy era o responsável se algo acontecesse. Kennedy respondeu afirmando que a Ordem Executiva 11111 deixou claro que a responsabilidade de manter a paz permaneceu com os soldados estaduais sob o controle de Wallace e disse que revogaria a ordem se garantias fossem feitas. Wallace recusou, afirmando que não seria intimidado e citou que a Ordem Executiva 11111 foi aprovada sem seu conhecimento.
A Ordem Executiva 11111 também foi usada para garantir que a Guarda Nacional do Alabama garantisse que os estudantes negros em todo o estado pudessem se matricular em escolas anteriormente totalmente brancas. Foi complementado pela Ordem Executiva 11118, que forneceu "assistência para remoção de obstruções ilegais à justiça no Estado do Alabama". Em junho de 2020, a Ordem Executiva 11111 não foi revogada.